# دبلیودبلیوئی ۱۳
دبلیودبلیوئی ۱۳ (به انگلیسی: WWE '13) یک بازی ویدئویی کشتی حرفه‌ای است که توسط شرکت یوکس توسعه یافته‌است و بعدها توسط شرکت ۲کی اسپورتز برای پلی‌استیشن ۳، وی و اکس‌باکس ۳۶۰ منتشر شده‌است. این بازی در تاریخ‌های ۳۰ اکتبر ۲۰۱۲ (در آمریکای شمالی) و ۲ نوامبر ۲۰۱۲ (در بریتانیا) منتشر شد. این بازی، آخرین بازی ویدئویی‌ای بود که پس از ورشکستگی توسط شرکت تی‌اچ‌کیو منتشر شد و رابطهٔ ۱۳ سالهٔ این شرکت با دبلیودبلیوئی را پایان داد. سوپراستار بر روی کاور این بازی، قهرمان وقت کمربند دبلیودبلیوئی، سی‌ام پانک بود. این تصمیم با مخالفت‌هایی از سوی دبلیودبلیوئی همراه بود چراکه آنها می‌خواستند شیمس را بعنوان سوپراستار کاور این بازی انتخاب کنند ولی تی‌اچ‌کیو با تصمیم آنها مخالفت کرد و اصرار داشت پانک ستارهٔ روی کاور این بازی باشد. پل هیمن بعدها از این تصمیم تی‌اچ‌کیو استقبال کرد و انتقاداتی به دبلیودبلیوئی وارد کرد.